# Borgervidenskab
Borgervidenskab, medborgerforskning eller citizen science er inddragelse af borgere og frivillige i forskning og forvaltning. Man kan som almindelig borger på frivillig basis hjælpe forskere inden for mange forskellige videnskaber. Deltagere kan f.eks. bidrage med indsamling og analyse af data eller ved at stille tid og ressourcer til rådighed.

## Konferencer
Det første danske Citizen Science Symposium blev afholdt den 7. oktober 2019 på Syddansk Universitet i Odense. Symposiet viste bredden i brugen af citizen science tilgange i Danmark ved at have 10 tematiske sessioner, bl.a. om citizen science inden for undervisning, natur & miljø, sundhedssektoren, klima- og miljøforvaltning og bibliotekssektoren, samt tværfaglige diskussioner om borgerinddragelse, kommunikation, empowerment og digitale platforme. 

## Eksempler på borgervidenskab
- The Planet Hunters Next-Generation Transit Search (NGTS)[4]
- Undersøgelser af Australiens Great Barrier Reef.[5]
- iNaturalist global  kortlægning af biodiversitet.[6]
- Citizen Science Portalen er en dansk hjemmeside med en oversigt over forskningsprojekter, som alle kan deltage i.[7]
- Det Store Naturtjek. Indsamling af data om den danske natur.[8]
- Borgervidenskab (temanummer i BioNyt Videnskabens Verden.[9]
- Dansker finder 15 nye arter af biller (blødvinger) i rav[10]
- Dansker finder nye exoplaneter.[11]
- Opdag havet.[12]
- Nature’s Notebook.[13]